# Nautilus-X
Nautilus-X（Non-Atmospheric Universal Transport Intended for Lengthy United States eXploration、長期の米国宇宙探査のための大気圏外宇宙輸送手段）は、アメリカ航空宇宙局 (NASA) の Technology Applications Assessment Team により2011年に構想された多目的宇宙探査船。宇宙船は6名の乗員による長期（1-24か月）の宇宙空間の旅を想定して設計されており、微小重力環境における人体への影響を抑えるため、遠心力による人工重力区画を備える。
プロジェクトのコストは37億ドル、期間は64か月間と見積もられており、宇宙船自体は通常の宇宙システムと比べて比較的安価に実現可能だと考えられている。

## 目的
Nautilus-Xの目的は月または火星への長期にわたるミッションの中継基地となることである。ミッションの飛行計画を容易にするため、宇宙船は月または火星のラグランジュ点（L1またはL3）に配置される。
また、ミッションの乗員に緊急事態のための基地と病院を提供する。
その他、以下のような能力を持つものとしている。
- 6名の長期間のミッションに対応
- ミッション中（1-24か月）、補給無しで活動が行える
- 天体への有人宇宙飛行（降下／帰還）をサポート
- 科学的なペイロードの搭載
- 宇宙空間のみで運用（大気圏再突入能力は持たない）
- NASA Authorization Act of 2010（英語版）の要求する多目的有人宇宙船と連携

## 詳細

### 設計

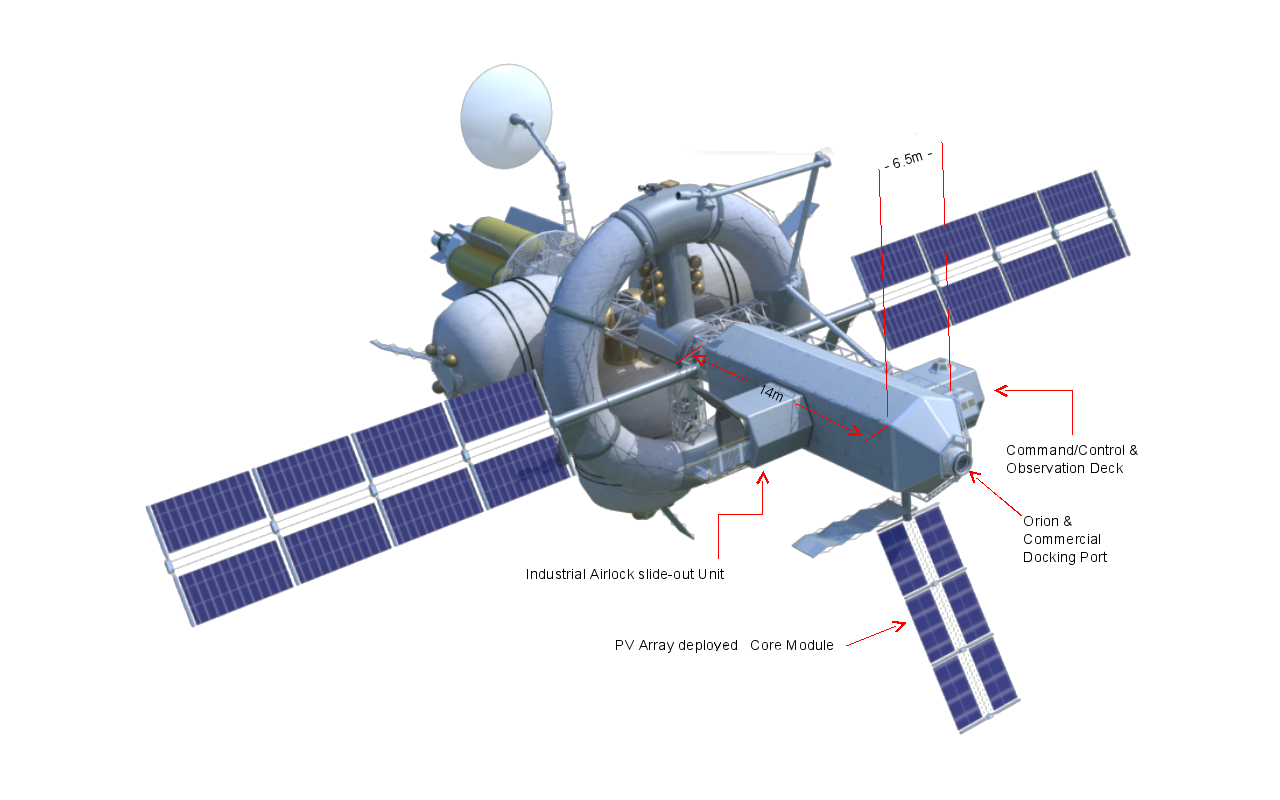
Nautilus-X メインモジュール

宇宙船は幅6.5m、長さ14mの主回廊を中心に構成される。宇宙船はモジュール構造となっており、各ミッションの内容に応じて推進モジュール、マニピュレータアーム、オリオンやスペースXドラゴンのドッキングポート、それに目的地に降りるための着陸機を搭載することが可能である。理論上はミッションごとにエンジンと燃料を取り替えることもできる。また、工事／メンテナンスのための工業用エアロックユニットと、指揮・観測のためのデッキを持つ。
ドッキングポートの反対側には、リング状のフライホイールを挟んで、セントリフュージと呼ばれる遠心力を利用した人工重力区画を搭載する。その後方には水と水素のタンク、それにストレージユニットが配置されており、これらはセントリフュージの乗員に対する放射線を軽減し、セーフゾーンを提供する。宇宙船の後部には通信・推進システムが搭載される。
標準構成のNautilus-Xは3つのストレージユニットのみを持つ。長期探査用の構成ではさらに多くのストレージユニットを搭載する。

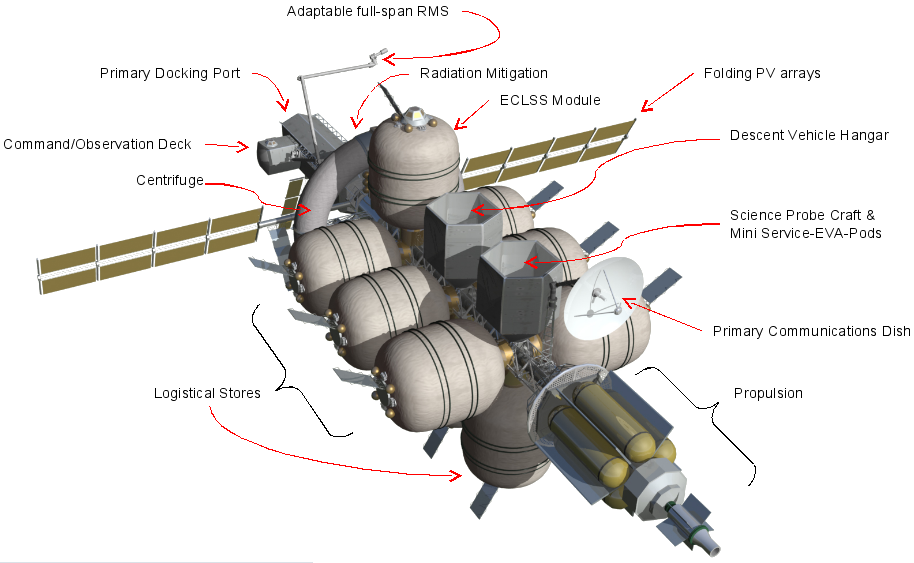
Nautilus-X 長期探査構成

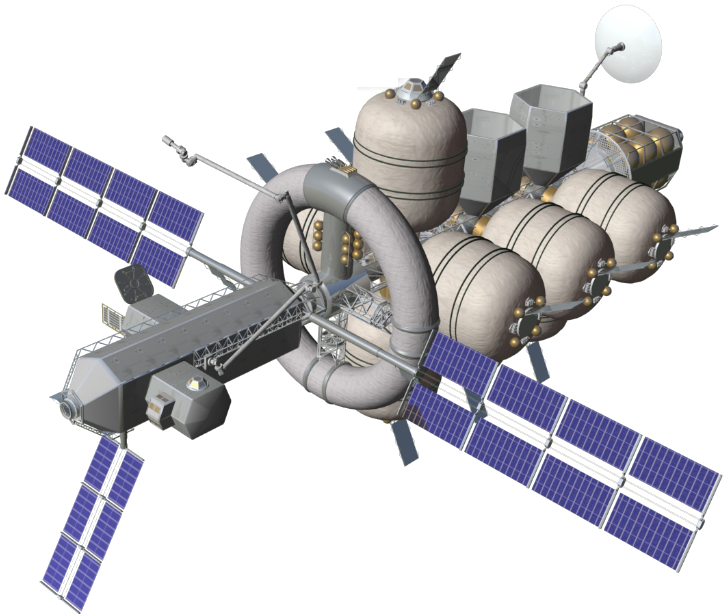
Nautilus-X 長期探査構成（前方からのイメージ）

### 技術

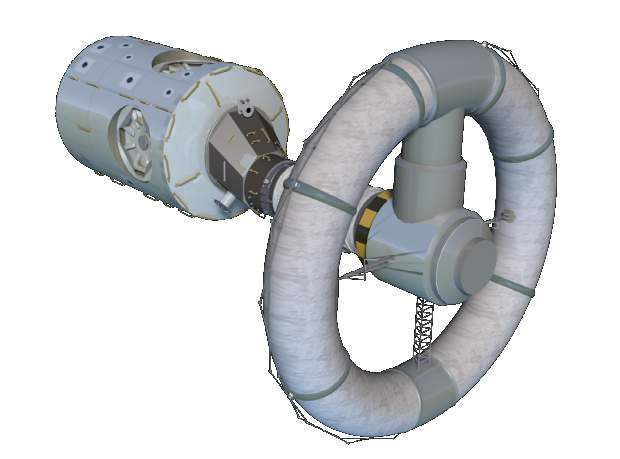
Nautilus-X ISS実証機

この巨大な宇宙船は、多種の硬質・膨張式のモジュール、それに太陽電池アレイから構成されるため、配備は比較的容易である。膨張式モジュールの元となる技術には、ビゲロー・エアロスペースが膨張式居住区として提案しているものが使用できる。
その他の革新的な点としては、水耕栽培の農場施設と着陸機の格納庫を搭載することが上げられる。

### 特徴
- 頑強な環境制御生命維持システムと通信スイート
- 大きなストレージサイズ（食料、機械部品、医薬用品などに利用可能）
- 乗員のリアルタイム指揮・観察能力
- 乗員への低い放射線量
- 複数ミッション用の推進ユニットの半自律的な統合

## 現在の状況

### ISSセントリフュージ デモンストレーション

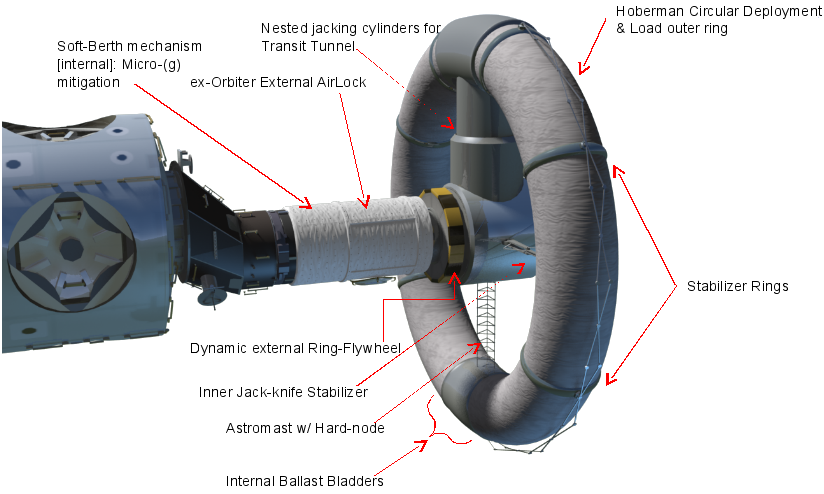
ISS実証機の各部

セントリフュージによる人体への影響や機械的な反応といったものを評価するため、国際宇宙ステーション (ISS) に実証機を設置してのテストが考えられている。この実証機ではホーベルマン・スフィアの膨張式構造も利用する。
もし実現すれば、このセントリフュージは人工重力を生み出す十分なサイズの装置による宇宙空間で初の実験となる。実証機は一機のデルタ IVまたはアトラス Vで打ち上げ可能であり、実験の総費用は8300万ドルから1億4300万ドル、期間は39か月以下と見積もられている。
実証機のサイズについては、一層の研究が必要な状態であるが、9.1m (30 ft.) と12.2m (40 ft.) の二つで議論が行われている。以下の表は、セントリフュージのサイズと回転速度に応じた人工重力である。
| RPM | 9.1m (30 ft.) | 12.2m (40 ft.) |
| --- | ------------- | -------------- |
| 4   | 0.08          | 0.11           |
| 5   | 0.13          | 0.17           |
| 6   | 0.18          | 0.25           |
| 7   | 0.25          | 0.33           |
| 8   | 0.33          | 0.44           |
| 9   | 0.41          | 0.55           |
| 10  | 0.51          | 0.69           |

セントリフュージの回転の開始とメンテナンスにはキックモーター（Hughes 376通信衛星がスピン安定化に使用したものと似たもの）が使用される。セントリフュージはISS乗員のための睡眠モジュールとして機能する。